# جلينورتشي (نيوزيلندا)
جلينورتشي هي مستوطنة صغيرة في الطرف الشمالي لبحيرة واكاتيبو في منطقة الجزيرة الجنوبية في أوتاجو، نيوزيلندا. حوالي 45 كـم (28 ميل) عن طريق البر أو القارب من كوينزتاون، أقرب مدينة كبيرة. هناك نوعان من الحانات ومقهى ومجموعة من المحلات التجارية الصغيرة في المدينة التي تقدم خدماتها بشكل أساسي للسياح بالإضافة أيضا للمقيمين القلائل في المدنية. يوجد أيضًا مهبط طائرات صغير يخدم الطائرات الصغيرة.  يتدفق نهر دارت / تي أوا واكاتيبو ونهر ريس في رأس بحيرة واكاتيبو بجوار جلينورتشي.

## سبب التتسمية
تم تسمية جلينورتشي على اسم جلين أورشي، وهو واد في آرجيل، اسكتلندا. 

## التركيبة السكانية
وصفت هيئة الإحصاء النيوزيلندية جلينورتشي بأنها مستوطنة ريفية. 
بلغ عدد سكان مستوطنة جلينورتشي 318 في تعداد نيوزيلندا 2018، بزيادة قدرها 57 شخصًا (21.8 ٪) منذ تعداد 2013، وزيادة 126 شخصًا (65.6 ٪) منذ تعداد عام 2006. كان هناك 129 أسرة. كان هناك 159 من الذكور و 159 من الإناث، حيث كانت النسبة بين الجنسين 1.0 ذكر لكل أنثى، مع 39 شخصًا (12.3٪) تقل أعمارهم عن 15 عامًا، 63 (19.8٪) تتراوح أعمارهم من 15 إلى 29 عامًا، 183 (57.5٪) تتراوح أعمارهم بين 30 إلى 64 عامًا، و 33 (10.4٪) بعمر 65 أو أكبر.
كانت الأعراق 91.5٪ أوروبيون / باكيها، 6.6٪ ماوري، 1.9٪ شعوب المحيط الهادئ، 3.8٪ آسيويون، و 3.8٪ أعراق أخرى (تضيف المجاميع إلى أكثر من 100٪ لأن الناس يمكن أن يختلطوا مع أعراق متعددة).
على الرغم من أن بعض الناس رفضوا الافصاح عن دينهم، إلا أن 69.8٪ ليس لديهم دين، و 21.7٪ مسيحيون، و 0.9٪ بوذيون، و 2.8٪ لديهم ديانات أخرى.
من بين هؤلاء الذين تقل أعمارهم عن 15 عامًا، كان 75 (26.9٪) شخصًا حاصلين على درجة البكالوريوس أو أعلى، و 27 (9.7٪) ليس لديهم مؤهلات رسمية. كان الوضع الوظيفي لهذه الفئة هو أن 198 (71.0٪) شخصًا يعملون بدوام كامل، و 36 (12.9٪) بدوام جزئي، و 6 (2.2٪) كانوا عاطلين عن العمل. 

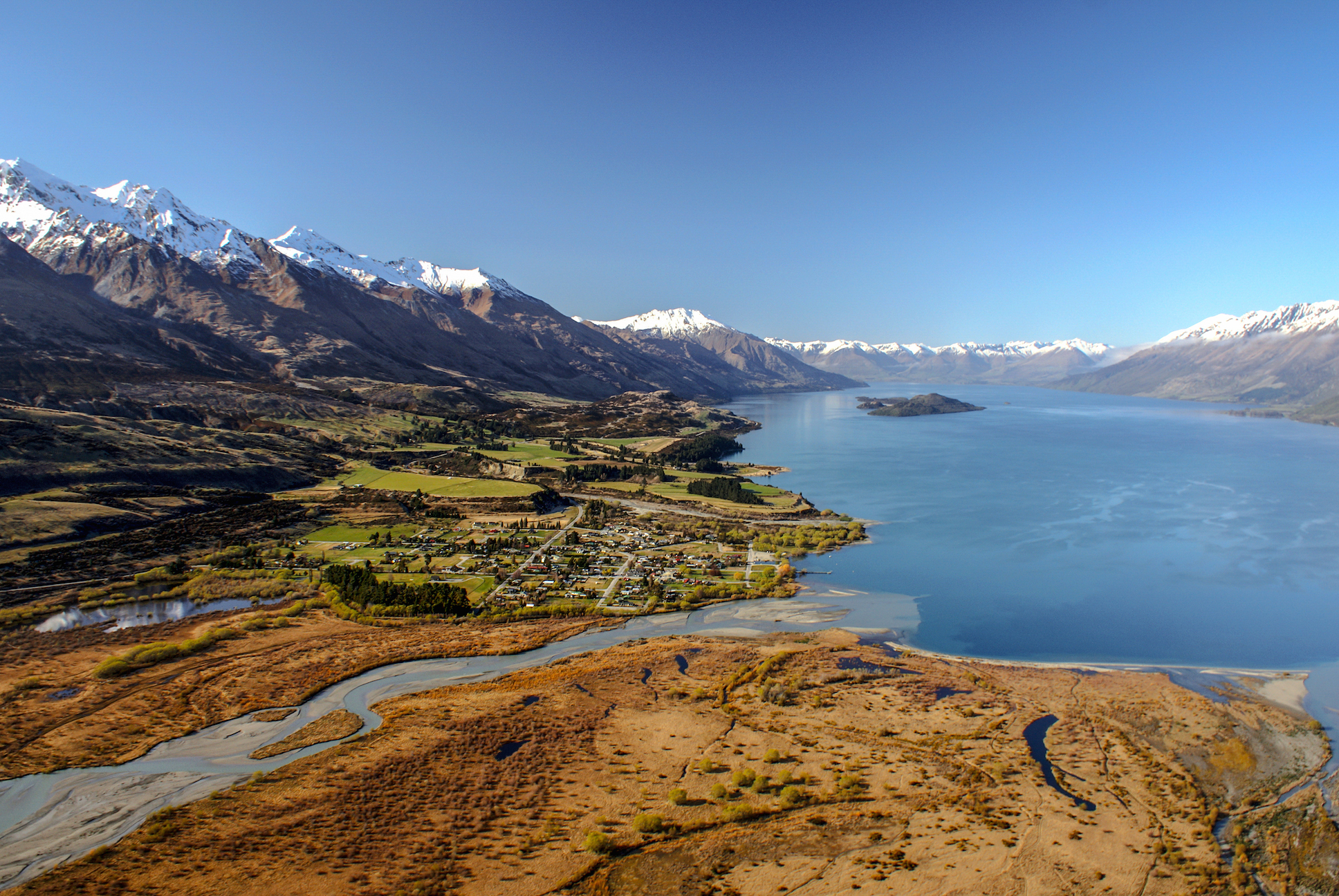
رأس بحيرة واكاتيبو، غلينورتشي

### منطقة جلينورتشي الإحصائية
تشمل منطقة جلينورتشي الإحصائية أيضًا ضاحية برادايس وتغطي 1,464.37 كـم2 (565.40 ميل2).  كان عدد سكانها يقدر بـ 540 اعتبارًا من جون 2022,  وبكثافة سكانية تبلغ 0.4 شخص لكل كيلومتر مربع.
بلغ عدد سكان المنطقة الإحصائية 450 نسمة في تعداد نيوزيلندا 2018، بزيادة قدرها 87 شخصًا (24.0٪) منذ تعداد 2013، وزيادة قدرها 177 شخصًا (64.8٪) منذ تعداد عام 2006. كان هناك 177 أسرة. كان هناك 222 ذكراً و 225 أنثى، أي بنسبة 0.99 ذكر لكل أنثى. كان متوسط العمر 40.2 عامًا (مقارنة بـ 37.4 عامًا على المستوى الوطني)، مع 51 شخصًا (11.3٪) تقل أعمارهم عن 15 عامًا، 84 (18.7٪) تتراوح أعمارهم بين 15 إلى 29 عامًا، 261 (58.0٪) تتراوح أعمارهم بين 30 إلى 64 عامًا، و 48 (10.7٪)  تبلغ من العمر 65 عامًا أو أكثر.
كانت الأعراق 92.0٪ أوروبيون / باكيها، 5.3٪ ماوري، 2.0٪ شعوب المحيط الهادئ، 3.3٪ آسيويون، و 3.3٪ أعراق أخرى (إجمالي حصر الأعراض يزيد عن 100٪ وسبب ذلك أن بعض الأعراض متداخلة، حيث ذكر بعض الناس أنهم ينحدرون من عرقين مختلفين).
كانت نسبة المولودين في الخارج 35.3٪ مقارنة بـ 27.1٪ على الصعيد الوطني.
على الرغم من أن بعض الناس رفضوا الافصاح عن دينهم، إلا أن 66.7٪ ليس لديهم دين، و 24.7٪ مسيحيون، و 1.3٪ بوذيون، و 2.0٪ لديهم ديانات أخرى.
من بين هؤلاء الذين تقل أعمارهم عن 15 عامًا، كان 105 (26.3 ٪) من الأشخاص حاصلين على درجة البكالوريوس أو أعلى، و 36 (9.0 ٪) ليس لديهم مؤهلات رسمية. بلغ متوسط الدخل 38000 دولار، مقارنة بـ 31800 دولار على الصعيد الوطني. حصل 69 شخصًا (17.3٪) على أكثر من 70.000 دولار أمريكي مقارنة بـ 17.2٪ على المستوى الوطني. كان الوضع الوظيفي لهذه الفئة هو أن 276 (69.2٪) شخصًا يعملون بدوام كامل، و 60 (15.0٪) بدوام جزئي، و 6 (1.5٪) عاطلون عن العمل. 

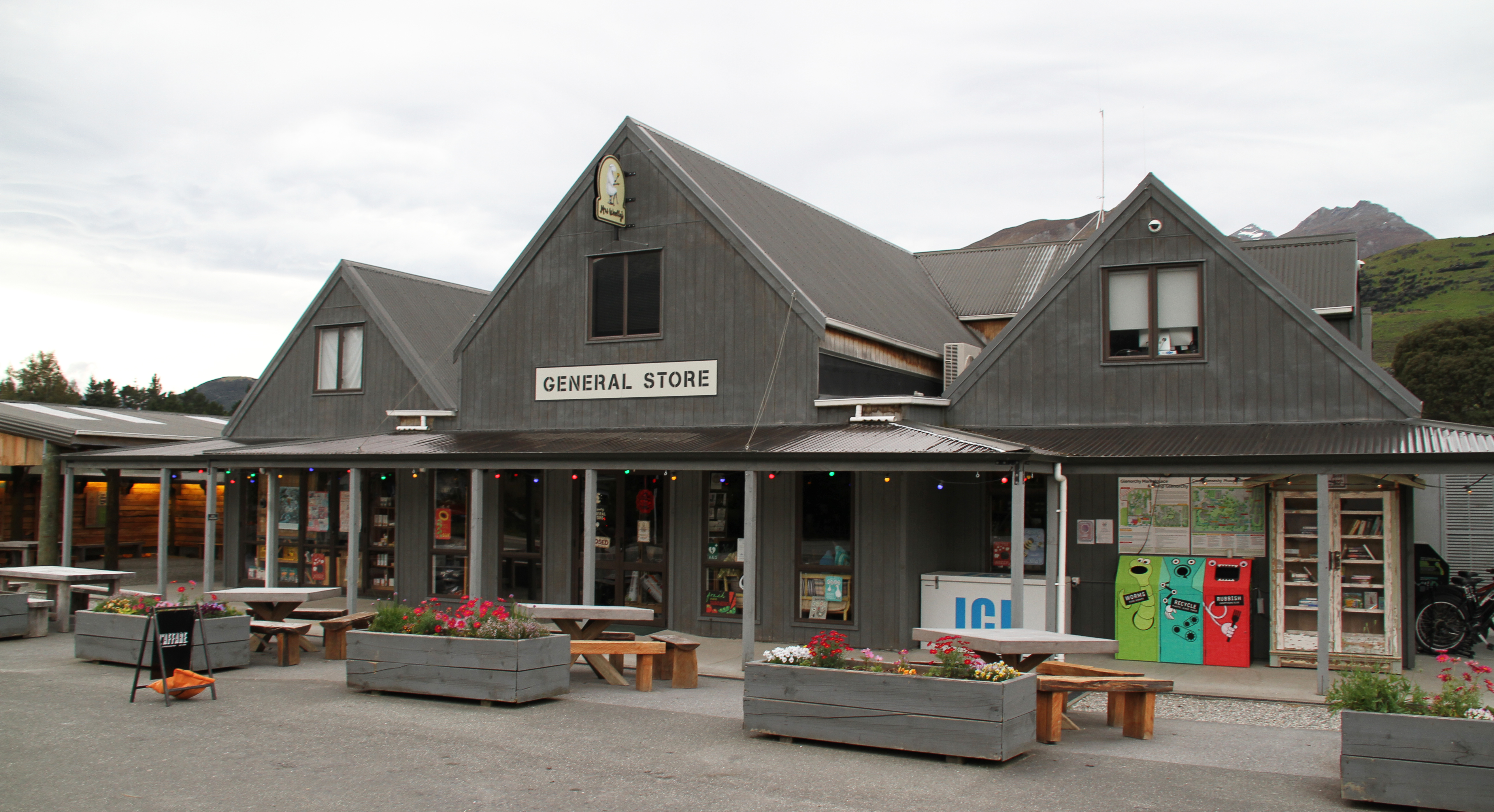
مخزن عام

## النشاطات
جلينورتشي هي منطقة سياحية شهيرة، وقريبة من العديد من مسارات الترام. تنحدر بالقرب من حدود منتزه جبل أسبيرينغ الوطني ومنتزه فيوردلاند الوطني. يمكن الوصول إلى مسار روتيبورن، أحد مسارات المشي العظيمة في نيوزيلندا عن طريق المرور عبر جلينورتشي. يمكن أيضًا الوصول إلى المسارات الأقل شهرة مثل مسار جرينستون وكابلز ومسار ريس ودارت.
تشمل بعض الأنشطة التي يمكن تجربتها في جلينورتشي أو بالقرب منها: التجديف، وصيد الأسماك، وركوب القوارب النفاثة، وركوب الخيل، والتجديف بالكاياك، وركوب الدراجات في الجبال، والتزلج، والقفز بالمظلات، وركوب القوارب. بعد نادي جلينورتشي للغولف مباشرة، يوجد ممر عام دائري يمر عبر بحيرة لاجون جلينورتشي وهو نزهة قصيرة شهيرة للسياح والسكان المحليين.

## مواقع التصوير

### الأفلام
- تم استخدام المشهد المحلي كواحد من الإعدادات في أول فيلم لبيتر جاكسون سيد الخواتم: رفقة الخاتم (2001)، وهو أول فيلم في سلسلة سيد الخواتم. لوثلورين وأورثانك والمشهد الذي قُتل فيه برومير وانحنى بالقرب من شجرة كان عددًا قليلاً من الذين تم إطلاق النار عليهم في ضاحية برادايس المجاورة.
- تم تصوير فيلم الحد العاموي (2000)، سجلات نارنيا: الأمير قزوين (2008)، و رجال-إكس الأصول: وولفرين (2009) في المنطقة.
- الأفلام الأخرى التي قامت بتصوير الموقع في جلينورتشي والمنطقة المحيطة بها هي: سباق يانكي زفير (1981) و حصان الماء (2007).

### التلفاز
- كما تم تصوير مسلسل أعلى البحيرة على تلفزيون بي بي سي 2013 في المنطقة وتم وضعه في ضاحية برادايس وحولها. بينما يشار إلى كوينزتاون خلال المسلسل، تكررت جلينورتشي كمدينة لاكيتوب الوهمية. [6]

## تعليم
مدرسة جلينورتشي هي مدرسة ابتدائية حكومية مختلطة لطلاب الصف الأول إلى الثامن،  مع قائمة مكونة من 35 عضوا وذلك اعتبارًا من نوفمبر 2022.  افتتحت المدرسة الأولى في المنطقة في عام 1884 في كينلوخ، وافتتحت أخرى في عام 1888 على الطريق إلى ضاحية برادايس. افتتحت المدرسة الحالية بالقرب من بوكليبورن في عام 1911، وانتقلت إلى موقعها الحالي في عام 1939. 

## روابط خارجية
- جمعية مجتمع Glenorchy